# Virginia Brissac
Virginia Brissac (San Jose, 11 giugno 1883 – Santa Fe, 26 luglio 1979) è stata un'attrice statunitense.

## Biografia
Attrice teatrale, Virginia Brissac recitò in compagnie della costa occidentale. Ebbe una breve esperienza cinematografica nel 1913, quando interpretò due film prodotti dalla Champion Film Company, per poi tornare a recitare esclusivamente sulle tavole del palcoscenico. A metà degli anni trenta, riprese a lavorare nel cinema e, quindi, anni dopo, anche per la televisione.
Il suo ultimo ruolo sullo schermo fu quello della nonna di Jim Stark (James Dean) in Gioventù bruciata nel 1955.

## Filmografia
- The Shark God, regia di John Griffith Wray (1913)
- Hawaiian Love, regia di John Griffith Wray (1913)
- Honeymoon Limited, regia di Arthur Lubin (1935)
- Gateway, regia di Alfred L. Werker (1938)
- Tramonto (Dark Victory), regia di Edmund Goulding (1939)
- Alba di gloria (Young Mr. Lincoln), regia di John Ford (1939)
- Black Friday, regia di Arthur Lubin (1940)
- Paradiso proibito (All This, and Heaven Too), regia di Anatole Litvak (1940)
- Piccole volpi (The Little Foxes), regia di William Wyler (1941)
- Michael Shayne e l'enigma della maschera (Dressed to Kill), regia di Eugene Forde (1941)
- Il disertore (Lucky Jordan), regia di Frank Tuttle (1942)
- La donna fantasma (Phantom Lady), regia di Robert Siodmak (1944)
- Monsieur Verdoux, regia di Charles Chaplin (1947)
- Il delitto del giudice (An Act of Murder), regia di Michael Gordon (1948)
- Tensione (Tension), regia di John Berry (1949)
- Lo squalo tonante (Operation Pacific), regia di George Waggner (1951)
- Minnesota (Woman of the North Country), regia di Joseph Kane (1952)
- Ma and Pa Kettle at Home, regia di Charles Lamont (1954)
- La sete del potere (Executive Suite), regia di Robert Wise (1954)
- Addio signora Leslie (About Mrs. Leslie), regia di Daniel Mann (1954)
- Gioventù bruciata (Rebel Without a Cause), regia di Nicholas Ray (1955)